# جوليو باسم
جوليو باسم (بالإيطالية: Giulio Base)‏ (و. 1964  م) هو مخرج أفلام، وكاتب سيناريو، وممثل أفلام، ومنتج أفلام، وممثل تلفزي إيطالي، ولد في تورينو.

## التعليم
تعلم في جامعة روما سابينزا
.

## وصلات خارجية
- جوليو باسم على موقع IMDb (الإنجليزية)
- جوليو باسم على موقع ألو سيني (الفرنسية)
- جوليو باسم على موقع أول موفي (الإنجليزية)
- جوليو باسم على موقع قاعدة بيانات الأفلام السويدية (السويدية)
- جوليو باسم على موقع قاعدة بيانات الفيلم (الإنجليزية)
- جوليو باسم على موقع كينوبويسك (الروسية)